# Giro dell'Emilia 1953
Il Giro dell'Emilia 1953, trentasettesima edizione della corsa, si svolse il 1º maggio 1953 su un percorso di 240 km. La vittoria fu appannaggio dell'italiano Gino Bartali, che completò il percorso in 6h57'00", precedendo i connazionali Giancarlo Astrua e Lido Sartini.
I corridori che tagliarono il traguardo di Bologna furono 31.

## Ordine d'arrivo (Top 10)
| Pos. | Corridore        | Squadra       | Tempo     |
| ---- | ---------------- | ------------- | --------- |
| 1    | Gino Bartali     | Bartali       | 6h57'00"' |
| 2    | Giancarlo Astrua | Atala-Pirelli | s.t.      |
| 3    | Lido Sartini     | Lygie         | s.t.      |
| 4    | Donato Zampini   | Benotto       | a 4'10"   |
| 5    | Alfredo Martini  | Welter        | s.t.      |
| 6    | Agostino Coletto | Fréjus        | s.t.      |
| 7    | Danilo Barozzi   | Atala-Pirelli | a 8'50"   |
| 8    | Rinaldo Moresco  | Arbos         | s.t.      |
| 9    | Mario Baroni     | Ganna-Ursus   | s.t.      |
| 10   | Dante Rivola     | Bartali       | s.t.      |